# Medellín (Espanha)
Medellín ou, na sua forma portuguesa, Medelim, é um município da Espanha na comarca das Vegas Altas, província de Badajoz, comunidade autónoma da Estremadura. Tem 65 km² de área e em 2021 tinha 2 247 habitantes (densidade: 34,6 hab./km²).

## Demografia
| Variação demográfica do município entre 1991 e 2004 [carece de fontes?] | Variação demográfica do município entre 1991 e 2004 [carece de fontes?] | Variação demográfica do município entre 1991 e 2004 [carece de fontes?] | Variação demográfica do município entre 1991 e 2004 [carece de fontes?] |
| ----------------------------------------------------------------------- | ----------------------------------------------------------------------- | ----------------------------------------------------------------------- | ----------------------------------------------------------------------- |
| 1991                                                                    | 1996                                                                    | 2001                                                                    | 2004                                                                    |
| 2 451                                                                   | 2 487                                                                   | 2 409                                                                   | 2 361                                                                   |